# 五神教シリーズ
『五神教』シリーズ(ごしんきょうシリーズ、Chalion Series)は、アメリカ合衆国の作家ロイス・マクマスター・ビジョルドによるファンタジー小説シリーズである。2007年の『チャリオンの影』に始まり、長編、中編を交えて書き続けられている。2018年のヒューゴー賞最優秀シリーズ賞を受賞している。

## 地理
五神教シリーズの舞台は、現実のヨーロッパを南北さかさまにしたような世界である。
イブラ半島はイベリア半島を逆さまにしたような地形である。イブラ半島には、三つの国（チャリオン、イブラ、ブラジャル）が存在する。これらの国はそれぞれレコンキスタのころのカスティーリャ王国、アラゴン王国、そしてポルトガル王国に対応する。
この三国の南には、やはり五神教を信仰する文明国である大国ダルサカが存在し、フランス王国に対応する。その隣には、現実のドイツに当たるウィールドが存在し、諸国に分かれている。スイスに対応してカントン、北部イタリアに対応してアドリア、ギリシャに対応してセドニアが存在する。オルバスはかつてセドニアから独立した公国である。
これらの国々は五神教を信仰するが、イブラ半島の北には、四神教を信仰するロクナルの五公国が存在し、これはイスラム教のタイファに対応する。

## 歴史
かつてイブラ半島の大半は、北の海を渡った大陸から来たロクナル勢力が支配していた。その後、五神教を信仰する三国がロクナルを押し返し、今ではロクナルは小さな五つの公国となっている。これはレコンキスタにおいて、かつて後ウマイヤ朝に支配されていたイベリア半島のキリスト教国がイスラム教国を攻め、領土を回復した歴史に符合する。
『チャリオンの影』には、結婚によりスペイン統一王朝を築いたカスティーリャ王国のイサベル1世と、アラゴン王国のフェルナンド2世に対応する人物が登場する。

## 宗教
五神教では、聖家族と呼ばれる神々を信仰する。
- 姫神 : 春を象徴し、色は青と白。未婚の少女を守護する。
- 母神 : 夏を象徴し、色は緑。母親を守護する。
- 御子神 : 秋を象徴し、色は赤とオレンジ。男性を守護する。
- 父神 : 冬を象徴し、色は灰色と黒。父親を守護する。
- 庶子神 : 母神と魔の間に生まれ、色は白。すべての魔を支配する。

四神教では庶子神を神と認めずに魔とみなし、些細な教義の違いを巡って五神教と四神教は激しく対立している。
神と対話のできるごくまれな人間は聖者と呼ばれ、神々は聖者を通してその力をふるうことがある。
魔(デーモン)は庶子神の地獄からこの世界に来たと言われる知性を持つ非実体の存在であり、人間あるいは動物にとりつく。とりついた人間は魔の声を聞くとともに魔力をふるう。一部の者は狂人とみなされ、他の者は訓練を受けて魔術師となる。とりついた人間が死ぬと魔はその人格と記憶を携えて周囲の人間あるいは動物にとりつき、永遠に生きる。だが周りにとりつく存在がないと、魔は消滅する。聖者は魔を庶子神の世界に送り返すことができる。
精霊は、動物がいけにえにされてその精霊を他の動物に移すことを繰り返し、次第に強くすることで大いなる獣となる。大いなる獣を宿した人間は巫師(シャーマン)となり、魔法をふるうことができる。魔と違い、精霊は知性を持たない。

## チャリオン・シリーズ
三篇の長編からなる。
- The Curse of Chalion, 2001 - 『チャリオンの影』上・下, 2007, 創元推理文庫（鍛治靖子訳）, ISBN 978-4-488-58702-4/ISBN 978-4-488-58703-1
  - チャリオン王国に仕え、ロクナルに捕虜とされていたカザリルを主人公とし、チャリオン王国とイブラ王国の統一を描く。
- Paladin of Souls, 2003 - 『影の棲む城』上・下, 2008, 創元推理文庫（鍛治靖子訳）, ISBN 978-4-488-58704-8/ISBN 978-4-488-58705-5
  - 『チャリオンの影』に登場したイスタ国大后を主人公とする[4]。
- The Hallowed Hunt, 2005 - 『影の王国』上・下, 2012, 創元推理文庫（鍛治靖子訳）, ISBN 978-4-488-58706-2/ISBN 978-4-488-58707-9
  - 前二作と登場人物は共通せず、ウィールドを舞台とする[5]。

## ペンリック・シリーズ
多くの人間を渡り歩き深い知識を有する魔に、若くして偶然にとりつかれた医学生ペンリックを主人公とする中編シリーズである。ペンリックは長身痩躯、金髪碧眼で30歳を超えても女性と間違えられるほどの美青年であると描写されている。ウィールド、カントン(連州)、アドリア、セドニア、オルバスなど、イブラ半島以外を舞台とする。
日本語訳版の中編集の既刊は以下の通り。
- 『魔術師ペンリック』（2018年9月、創元推理文庫 ISBN 978-4-488-58714-7）
- 『魔術師ペンリックの使命』（2021年6月、 創元推理文庫 ISBN 978-4-488-58715-4）
- 『魔術師ペンリックの仮面祭』　(2023年5月、創元推理文庫 ISBN 978-4-488-58716-1)
- 『魔術師ペンリックと暗殺者』, (2025年7月、創元推理文庫 ISBN 978-4-488-58717-8)

以下は物語の時系列順に並べる。
- Penric's Demon, 2015 『ペンリックと魔』（『魔術師ペンリック』 収録)
  - カントンの地方貴族の息子ペンリックは偶然に魔にとりつかれ、魔がかつてとりついて取り込んだ10人の女性たちの人格の集合体をデズデモーナと名付け、マーテンスブリッジの王女大神官の神殿魔術師となる。
- Penric and the Shaman,  2016  『ペンリックと巫師』(『魔術師ペンリック』収録)
  - ペンリックは、殺人事件を捜査する上級捜査官オズヴィルの補助を命じられ、動物の精霊を抱える巫師のイングレスと出会う。
- Penric's Fox, 2017  『ペンリックと狐』(『魔術師ペンリック』収録)
  - ペンリックとイングレスは、オズヴィルとともに神殿魔術師の殺人事件を捜査する。
- Masquerade in Lodi, 2020 『ロディの仮面祭』 (『魔術師ペンリックの仮面祭』収録)
  - 王女大神官が逝去したために職を失い、アドリア国の運河の町ロディで宮廷魔術師となったペンリックは、魔にとりつかれた青年にまつわる事件を解決する。
- Penric's Mission, 2016  - 『ペンリックの使命』(『魔術師ペンリックの使命』収録)
  - ペンリックはアドリア国の密命を受けてセドニア国に潜入し、政争に敗れた将軍アデリスとその妹のニキスに出会う。
- Mira's Last Dance, 2017 - 『ミラのラスト・ダンス』(『魔術師ペンリックの使命』収録)
  - ペンリックはアデリス、ニキスとともにセドニアを脱出してオルバス公国に行こうとし、魔がかつて取りついたことのある高級娼婦ミラの人格の助けを借りる。
- The Prisoner of Limnos, 2017 - 『リムノス島の虜囚』(『魔術師ペンリックの使命』収録)
  - オルバスに住んで宮廷魔術師となり、ニキスを愛するようになったペンリックは、アデリスの政敵の差し金でリムノス島に捕らえられたニキスの母を脱獄させる。
- The Orphans of Raspay, 2019 『ラスペイの姉妹』 (『魔術師ペンリックの仮面祭』収録)
  - 出張をこなし、妻となったニキスの元へと戻るペンリックの船は海賊に襲われ、ペンリックは幼い姉妹とともに奴隷に売られそうになる。魔術を使って脱出したペンリックをオルバスの将軍となっていたアデリスが救いに来る。
- The Physicians of Vilnoc, 2020 『ヴィルノックの医師』 (『魔術師ペンリックの仮面祭』収録)
  - オルバスの首都ヴィルノックに住み、子が生まれたばかりのペンリックは謎の致命的な疫病に直面する。医師のレーデらとともに奮闘し、感染源を見つけて抑え込む。
- The Assassins of Thasalon, 2021 『ササロンの暗殺者』(『魔術師ペンリックと暗殺者』録)
  - アデリスの政敵が、魔を用いる暗殺者アリクストラをオルバスに送り込む。ペンリックはセドニアの首都ササロンに潜入し、政争はおさまる。追放が解けたアデリスはセドニアの将軍に復帰し、レディ・タナルを妻に迎える。
- Knot of Shadows, 2021 『影の結び目』(『魔術師ペンリックと暗殺者』収録)
  - ペンリックは魔術師となったアリクストラとともに、奇妙な生ける死体を調査する。
- Demon Daughter, 2024 (未訳)
- Penric and the Bandit, 2024 (未訳)
- The Adventure of the Demonic Ox, 2025  (未訳)